# Universität Zürich
Universität Zürich (forkortet UZH) er et schweizisk universitet, der er beliggende i Zürich. Det er med over 26 000 studenter landets største universitet.
Universitetet blev grundlagt i 1833 ved sammenslutning af forskellige institutioner med undervisning i teologi, jura og medicin (bl.a. det teologiske kollegium, som blev grundlagt af Ulrich Zwingli i Zürich i 1525).
I dag består universitetet af syv fakulteter:
- Fakultetet for matematik og naturvidenskab (Mathematisch-naturwissenschaftliche Fakultät)
- Det medicinske fakultet (Medizinische Fakultät)
- Det filosofiske fakultet (Philosophische Fakultät)
- Det juridiske fakultet (Rechtswissenschaftliche Fakultät)
- Det teologiske fakultet (Theologische Fakultät)
- Det veterinærvidenskabelige fakultet (Vetsuisse-Fakultät)
- Det økonomiske fakultet (Wirtschaftswissenschaftliche Fakultät)

Undervisningen foregår hovedsageligt på tysk, men også på engelsk.

## Galleri
- Universitetets hovedbygning
 (på venstre side) og universitetshospital, 
 set fra Zürichsøen
- Universitetets hovedbygning.
- Atrium i hovedbygning.
- Kollegienhaus
- Campus Zürich-Irchel

## Internationale ranglister
På ranglister over verdens bedste universiteter er Zürich Universitet i top 100 på nogle af de mest indflydelsesrige lister.
UZH placering på ranglisterne
| Liste                                           | Placering  |
| ----------------------------------------------- | ---------- |
| CWTS Leiden Ranking                             | 15 (2011)  |
| ARWU - Shanghai                                 | 56 (2011)  |
| Times Higher Education World University Ranking | 61 (2011)  |
| QS World University Ranking                     | 106 (2011) |